# Hungry Hoboes
Pour plus de détails, voir Fiche technique et Distribution.
Hungry Hoboes est un court métrage d'animation américain de la série Oswald le lapin chanceux, produit par les studios Disney et sorti le 14 mai 1928.

## Synopsis
Oswald et Pete sont des mendiants qui grimpent à bord d'un convoi ferroviaire remplis d'animaux de ferme.

## Fiche technique
- Titre  : Hungry Hoboes
- Titre de travail[2] : Tramp Story
- Série : Oswald le lapin chanceux
- Réalisateur : Walt Disney
- Camera[2] : Mike Marcus
- Producteur : Charles Mintz
- Production : Disney Brothers Studios sous contrat de Robert Winkler Productions
- Distributeur : Universal Pictures
- Date de sortie[2],[3] : 14 mai 1928
- Autres dates[2] :
  - Dépôt de copyright : 30 mars 1928 par Universal
- Format d'image : Noir et Blanc
- Durée : ? min
- Langue : (en)
- Pays :  États-Unis

## Commentaires
Le 28 novembre 2011, la société britannique Huntley Film Archives indique avoir retrouvé un exemplaire du film Hungry Hoboes (1928) sur bobine de 16mm en celluloïd d'acétate considéré comme perdu depuis la Seconde Guerre mondiale, exemplaire qui a été mis aux enchères le 14 décembre 2011.
Le court métrage a été acheté par la Walt Disney Company pour 31 250 USD, puis restauré numériquement durant un an et présenté au Festival du film de Telluride (Colorado) en septembre 2012.
Le 19 janvier 2016, Disney présente un extrait du court métrage The Hungry Hobos (1928) avec Oswald le lapin chanceux sur le site de Yahoo.